# Lerín
Lerín (en basque Lerin) est une ville et une commune de la Communauté forale de Navarre (Espagne).
Elle est située dans la zone non bascophone de la province. Le castillan est la seule langue officielle alors que le basque n’a pas de statut officiel.

## Géographie

### Localités limitrophes
| Allo  | Oteiza           | Larraga Berbinzana (par un quadripoint) |
| Sesma | Lerín            | Miranda de Arga                         |
|       | Cárcar Andosilla | Falces                                  |

## Politique et administration

### Jumelages
Pompignac (France) depuis 2004

## Démographie
| Évolution démographique                               | Évolution démographique | Évolution démographique | Évolution démographique | Évolution démographique | Évolution démographique | Évolution démographique | Évolution démographique | Évolution démographique | Évolution démographique | Évolution démographique |
| 1996                                                  | 1998                    | 1999                    | 2000                    | 2001                    | 2002                    | 2003                    | 2004                    | 2005                    | 2006                    | 2007                    |
| ----------------------------------------------------- | ----------------------- | ----------------------- | ----------------------- | ----------------------- | ----------------------- | ----------------------- | ----------------------- | ----------------------- | ----------------------- | ----------------------- |
| 1 932                                                 | 1 923                   | 1 918                   | 1 916                   | 1 879                   | 1 902                   | 1 867                   | 1 833                   | 1 851                   | 1 848                   | 1 822                   |
| Sources: Lerín et instituto de estadística de navarra |                         |                         |                         |                         |                         |                         |                         |                         |                         |                         |

## Culture locale et patrimoine

### Lieux et monuments
- Château du Moyen Âge ;
- Église Notre-Dame de l'Ascension : construite au XIIIe siècle, agrandie au XVIe siècle et remaniée aux XVIIIe et XIXe siècles.
- Ermitage Notre-Dame de la Blanca : construit à partir de 1694, il est situé près de la rivière Ega.

### Personnalités liées à la municipalité
- Luis de Beaumont (1412-1461) : comte de Lerín ;
- Amado Alonso (1896-1952) : linguiste et philologue naturalisé argentin, né à Lerín.

### Sources
- (es) Cet article est partiellement ou en totalité issu de l’article de Wikipédia en espagnol intitulé « Lerín » (voir la liste des auteurs).